# Аморт, Габриэле
Габриэле Аморт (итал. ɡabriˈɛːle ˈaːmort, 1 мая 1925[…], Модена, Эмилия-Романья — 16 сентября 2016[…], Рим) — итальянский католический священник и экзорцист Римской епархии. Аморт вместе с пятью другими священниками основал Международную ассоциацию экзорцистов. Работы Аморта в области демонологии и экзорцизма принесли ему международное признание. Отец Аморт утверждал, что провёл для Римской епархии десятки тысяч ритуалов экзорцизма за свою карьеру. Он стал одной из самых выдающихся и противоречивых фигур в католической церкви в современную эпоху.

## Биография
Габриэле Аморт появился на свет 1 мая 1925 года в городе Модена, расположенном в регионе Эмилия-Романья, Италия. В 1954 году он был освящён в сан священника Римско-католической церкви. В июне 1986 года ему было поручено служение экзорциста в Римской епархии под руководством Кандидо Амантини. Габриэле Аморт был также активным членом Общества Святого Павла, организации, основанной Джакомо Альберионе в 1914 году. В 1990 году он учредил Международную ассоциацию экзорцистов и препровождал её деятельность до завершения активной службы в 2000 году.
Предки Габриэле Аморта со стороны отца и дедушки отца занимались юридической деятельностью. Во время Второй мировой войны он проявил себя как отважный боец в итальянском движении сопротивления, параллельно продолжая изучать право. Кроме того, его отец был заместителем выдающегося политика Италии Джулио Андреотти, позднее ставшего премьер-министром, во влиятельной политической организации Молодых христианских демократов.
16 сентября 2016 года Габриэле Аморт скончался в возрасте 91 года, вскоре после того, как его госпитализировали из-за проблем с лёгкими.

## Акты экзорцизма
В октябре 2000 года было сообщено, что он провёл более 50 000 экзорцизмов, продолжительность которых варьировалась от «нескольких минут» до «нескольких часов». Утверждалось, что он встречался с дьяволом 60 000 раз. В марте 2010 года он объявил, что количество проведённых экзорцизмов увеличилось до 70 000. К маю 2013 года, по его собственным словам, он осуществил 160 000 экзорцизмов в течение своей службы. По мнению Аморта, каждый экзорцизм не связан с обладанием, скорее это молитва или ритуал. Некоторым одержимым лицам требовалось сотни экзорцизмов.
Эдвард Питерс, учёный в области канонического права, оценивает заявление Аморта, в котором тот утверждает, что за девять лет лично провёл 30 000 экзорцизмов, как «захватывающее». Даже если мы примем утверждение Аморта о том, что лишь 94 из 30 000 экзорцизмов были связаны с полноценной одержимостью, это все равно предполагает тщательное исследование и проведение примерно одного случая в месяц в течение девяти лет без перерыва.
Для объяснения такого значительного количества экзорцизмов Аморт предположил, что один человек может быть одновременно одержим несколькими демонами, иногда их число может достигать тысяч. Он также обосновал количество проведённых экзорцизмов своей точкой зрения, согласно которой «люди утратили веру, и на её место пришли суеверия, магия, сатанизм или спиритические доски, которые открывают двери для демонической присутствия».
По вопросу о возможности дьявола действовать внутри Ватикана, Аморт дал такой ответ: «Он уже пытался. В 1981 году он совершил нападение на Иоанна Павла II, сотрудничая с теми, кто поддержал Али Агджу».
Аморт предоставил следующие рекомендации для тех, кто обладает харизмой экзорцизма. Человека с такой способностью следует высоко ценить за его молитвенную жизнь, веру, благотворительность и духовное понимание.  Кроме того, он должен опираться исключительно на «Слово Божие» и традиционную молитву, освободившись от материальных забот, проявлять глубокую смиренность и ценить свою незаметность.
Последний раз Ватикан систематизировал обряды экзорцизма в 2004 году в пересмотренном документе на латинском языке под названием De Exorcismis et Supplicationibus Quibusdam.

## Книги
Аморт автор двух мемуаров, посвящённых его работе экзорцистом: «Экзорцист рассказывает свою историю» и «Экзорцист: Больше историй». В обеих книгах есть ссылки на официальные доктрины римско-католической церкви относительно демонологии, при этом основной акцент делается на опыте Аморта в качестве экзорциста. Оба произведения также предоставляют сведения о методах диагностики и лечения духовных проблем. В книгах кратко касаются вопросов демонических уз и проклятий. Он подчёркивает: «Проклятия могут возникать из-за разных факторов, таких как проклятия со стороны близких родственников, практики богохульства, участие в масонстве, спиритические или магические действия и так далее».
Отец Аморт автор более тридцати книг на итальянском языке, многие из них переведены на различные языки. Ниже представлены некоторые из его книг, которые были переведены на английский язык:
- «Экзорцист рассказывает свою историю» (An Exorcist Tells His Story) была опубликована 1 марта 1999 года издательством Ignatius Press. Перевод сделала Николетта В. Маккензи, и оригинально она вышла как Un esorcista racconta в 1990 году в Риме, издательство Dehoniane.
- «Экзорцист: Больше историй» (An Exorcist: More Stories) была опубликована 1 февраля 2002 года издательством Ignatius Press. Перевод также выполнен Николеттой В. Маккензи, и первоначально эта книга называлась Nuovi racconti di un esorcista, изданной в 1992 году в Риме, издательство Dehoniane.
- «Экзорцист объясняет демоническое: выходки сатаны и его армии падших ангелов» (An Exorcist Explains the Demonic: The Antics of Satan and His Army of Fallen Angels) была опубликована 20 октября 2016 года издательством Sophia Press.
- «Дьявол меня боится: жизнь и работа самого известного экзорциста в мире» (The Devil is Afraid of Me: The Life and Work of the World’s Most Famous Exorcist) совместно с Марчелло Станционе, была опубликована в 2019 году издательством Sophia Institute Press. Перевод выполнен Шарлоттой Дж. Фаси. Оригинально эта книга называлась Il Diavolo Ha Paura di Me и была издана в Tavagnacco: Edizioni Segno в 2016 году.
- «Отец Аморт: Моя битва против сатаны» (Father Amorth: My Battle Against Satan), интервью с Элизабеттой Фецци, была опубликована 15 ноября 2018 года издательством Sophia Institute Press. Перевод выполнен Шарлоттой Дж. Фаси. Оригинально эта книга называлась Padre Amorth: La mia battaglia con Dio contro satana и была издана в Милане: Edizioni San Paolo в сентябре 2017 года.
- «Отец Габриэле Аморт: Официальная биография Папского экзорциста» (Father Gabriele Amorth: The Official Biography of the Pope’s Exorcist) авторства Доменико Агассо, была опубликована в 2023 году издательством TAN Books. Перевод выполнен Бретом Томаном, OFS. Оригинально эта биография называлась Don Amorth continua: La biografia ufficiale и была издана в Милане: Edizioni San Paolo в августе 2021 года.
- «Папский экзорцист: 101 вопрос об о. Габриэле Аморт» (The Pope’s Exorcist: 101 Questions about Fr. Gabriele Amorth) была опубликована в 2022 году издательством Sophia Institute Press. Объём книги составляет 112 страниц.

Аморт также принял участие в интервью во втором эпизоде «Настоящего ужаса» (True Horror with Anthony Head) с ведущим Энтони Хэдом. В этом интервью он объяснил, что никогда не станет проводить экзорцизм только на основе утверждений о наличии одержимости; в первую очередь он направляет людей к психиатрам и врачам. Он также подчеркнул, что если он видит, что у человека нет признаков одержимости, но тот всё равно настаивает на ней, он говорит: «У вас нет дьявола. Если у вас есть проблемы, посоветуйтесь с хорошим психотерапевтом».

## В кино
Документальный фильм «Дьявол и отец Аморт» (The Devil and Father Amorth), выпущенный в 2017 году и созданный режиссёром Уильямом Фридкином, демонстрирует работу экзорциста в итальянской деревне.
В сверхъестественном фильме ужасов 2023 года под названием «Экзорцист Ватикана» (The Pope’s Exorcist), основанном на мемуарах священника, персонаж Аморта изображен Расселом Кроу.

## Взгляды

### Взгляды на йогу
Во время кинофестиваля в Умбрии, где его пригласили представить фильм 2011 года об экзорцизме «Обряд» (The Rite) он выразил мнение, что йога имеет связь с сатанизмом из-за своей ассоциации с индуизмом. Он отметил, что по его мнению, «все восточные религии основаны на ошибочной вере в реинкарнацию», и подчеркнул, что практика йоги считается сатанинской и потенциально вредной, сравнивая это с его опасениями по поводу чтения Гарри Поттера.

### Исчезновение Эмануэлы Орланди
Аморт утверждал, что Эмануэла Орланди (Emanuela Orlandi), школьница из Ватикана, исчезнувшая в Риме в 1983 году, была похищена группой для сексуальной вечеринки, которая, по его словам, включала в себя членов полиции Ватикана и иностранных дипломатов. Он утверждал, что позже она была убита. Аморт говорил, что девушек вербовали для вечеринок в Ватикане, и добавил, что смерть Орланди «была совершена с сексуальными мотивами». На 2023 год исчезновение Орланди остается нераскрытым.